# 油杉寄生
油杉寄生（学名：Arceuthobium chinense），为桑寄生科油杉寄生属下的一个种。

## 扩展阅读
維基物種上的相關：油杉寄生